# Мортенсен, Лейф
Лейф Мортенсен  (дат. Leif Mortensen; род. 5 мая 1947,  в Фредериксберге, Дания) — датский профессиональный шоссейный велогонщик в 1970-1975 годах. Серебряный призёр летних Олимпийских игр 1968 года в групповой гонке. Чемпион мира в групповой гонке среди любителей (1969).

## Достижения
1963
2-й Чемпионат Дании — Индивидуальная гонка (юниоры)
1967
2-й  Чемпионат мира — Командная гонка
1968
1-й  Чемпион Дании — Командная гонка
2-й  Летние Олимпийские игры — Групповая гонка
3-й Чемпионат Дании — Групповая гонка (любители)
1969
1-й  Чемпион мира — Групповая гонка (любители)
1-й - Гран-при Франции (ИГ)
2-й  Чемпионат мира — Командная гонка
3-й - Гран-при Наций (любители)
7-й - Тур де л’Авенир
1970
2-й  Чемпионат мира — Групповая гонка (профессионалы)
2-й - Гран-при Фурми
2-й - Трофей Бараччи (вместе с Олле Риттером)
3-й - Subida a Arrate
3-й - Генуя — Ницца
8-й - Бордо — Париж
10-й - Париж — Тур
1971
1-й - Трофей Бараччи (вместе с Луисом Оканья)
1-й — Этап 4 Неделя Каталонии
3-й - Тур Люксембурга — Генеральная классификация
3-й - Гран-при Наций (ИГ)
4-й - Гент — Вевельгем
6-й — Тур де Франс — Генеральная классификация
6-й Чемпионат мира — Групповая гонка (профессионалы)
1972
1-й — Пролог и Этап 2 Вуэльта Валенсии
2-й - Гран-при Фурми
6-й - Париж — Ницца — Генеральная классификация
6-й - Льеж — Бастонь — Льеж
7-й Чемпионат мира — Групповая гонка (профессионалы)
9-й - Флеш Валонь
1973
1-й - Гран-при Экс-ан-Прованс
1-й — Этап 5 Париж — Ницца
1-й  Тур Бельгии — Генеральная классификация
1-й — Этап 5
2-й - Subida a Arrate
2-й - Гран-при Канн
3-й - Трофей Лайгуэльи
5-й - Париж — Ницца — Генеральная классификация
7-й - Льеж — Бастонь — Льеж
1974
3-й - Бордо — Париж
8-й - Париж — Ницца — Генеральная классификация

## Статистика выступлений

### Гранд-туры
| Гранд-тур                 | 1971 | 1972 | 1973 | 1974 |
| ------------------------- | ---- | ---- | ---- | ---- |
| Джиро д’Италия            | —    | —    | —    | —    |
| Тур де Франс              | 6    | 12   | 19   | НФ   |
| (c 2010 ) Вуэльта Испании | —    | 23   | —    | —    |

| —  | Не участвовал  |
| НФ | Не финишировал |